# Colégio de São Teotónio

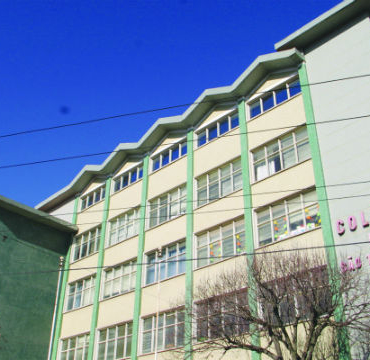
Colégio de São Teotónio

O Colégio de São Teotónio (CST) é uma instituição de ensino de cariz publico-privado e católico localizada em Coimbra, Portugal, com uma longa tradição educativa e cultural. Fundado em 1963, por iniciativa da Diocese de Coimbra, o colégio combina uma formação académica sólida com valores cristãos, promovendo um ambiente de aprendizagem que valoriza o respeito, a responsabilidade e a solidariedade. O CST é reconhecido pela sua exigência pedagógica, pelo acompanhamento personalizado dos alunos e pela formação integral que oferece, tanto a nível intelectual como humano.
O colégio organiza-se em diferentes níveis de ensino, desde o pré-escolar até ao ensino secundário, com um corpo docente qualificado e uma estrutura educativa centrada no desenvolvimento pleno dos alunos. Para além das disciplinas curriculares, o CST oferece uma variedade de atividades extracurriculares, como clubes, desporto, música e projetos de solidariedade, que enriquecem a formação dos estudantes e promovem competências sociais, artísticas e cívicas.
Um dos aspectos mais valorizados no Colégio de São Teotónio é a proximidade entre professores, alunos e famílias, criando um ambiente acolhedor e de confiança. A escola aposta igualmente na inovação pedagógica e na utilização de tecnologias educativas, mantendo-se atualizada e preparada para os desafios do mundo contemporâneo, sem descurar os princípios e tradições que sustentam a sua identidade. O CST é, assim, uma referência no panorama educativo da região, sendo procurado por muitas famílias que valorizam uma educação de excelência com base em valores humanos e espirituais. 

## História
Este colégio tem uma história profundamente ligada à cidade de Coimbra e à tradição educativa cristã. Foi fundado em 1963 por iniciativa do então bispo de Coimbra, D. Francisco Rendeiro, com o apoio da Diocese de Coimbra. A criação do colégio respondeu à necessidade de oferecer um ensino de qualidade assente nos valores do humanismo cristão, promovendo não só o saber, mas também a formação integral da pessoa.
O nome do colégio presta homenagem a São Teotónio, primeiro santo português canonizado e figura marcante da espiritualidade nacional. São Teotónio foi também prior do Mosteiro de Santa Cruz de Coimbra, e a sua ligação à cidade reforça o simbolismo da escolha do nome. Desde o início, o colégio estabeleceu-se como uma instituição orientada por princípios católicos, mantendo uma ligação forte com a Igreja e integrando práticas religiosas no quotidiano escolar, como celebrações litúrgicas, momentos de oração e atividades pastorais.
Ao longo das décadas, o CST cresceu em dimensão e em prestígio. A sua evolução acompanhou as mudanças na sociedade e no sistema educativo português, adaptando-se a novas exigências pedagógicas e investindo continuamente na qualidade do ensino, nas infraestruturas e na formação dos professores. Manteve-se sempre fiel ao seu lema: «Educar para servir», procurando formar cidadãos conscientes, solidários e preparados para enfrentar os desafios do mundo com sentido crítico e responsabilidade.
Hoje, o Colégio de São Teotónio é uma referência em Coimbra e em todo o país, distinguindo-se não apenas pelos bons resultados académicos, mas também pelo ambiente familiar, pela excelência pedagógica e pela preocupação com a educação integral dos seus alunos. A sua história continua a ser escrita diariamente, com o contributo de todos os que fazem parte da comunidade educativa.

## O Teatro e a Música
O Colégio de São Teotónio (CST) mantém uma relação institucional próxima com a Escola de Música de São Teotónio (EMST) e a Escola de Teatro de São Teotónio (ETST), numa dinâmica que reforça o seu compromisso com uma formação artística sólida e integral dos alunos.
A EMST é uma escola oficialmente reconhecida pelo Ministério da Educação, que oferece cursos de música nos regimes articulado e supletivo. A parceria entre o CST e a EMST permite aos alunos do colégio integrar a sua formação musical no currículo escolar, frequentando disciplinas como instrumento, formação musical, classe de conjunto e outras, sem que isso prejudique o percurso académico geral. Esta articulação tem sido fundamental para o desenvolvimento de jovens músicos em Coimbra, promovendo o talento, a disciplina e a sensibilidade artística.
A ETST, por sua vez, promove o ensino e a prática do teatro, proporcionando aos alunos uma vivência rica em expressão dramática, criatividade, trabalho em equipa e comunicação. As atividades teatrais, oficinas e produções levadas a palco têm também um papel formativo importante, fomentando competências emocionais, sociais e culturais.
Estas duas instituições estão fisicamente integradas no espaço do Colégio de São Teotónio, o que facilita a gestão dos horários e a participação dos alunos em múltiplas atividades. O CST apoia e valoriza estas parcerias, considerando-as uma extensão natural do seu projeto educativo, que aposta numa formação humanista, artística e multidisciplinar.

Além da EMST e da ETST, o colégio participa frequentemente em projetos e iniciativas conjuntas com estas escolas, como concertos, peças de teatro, saraus culturais e intercâmbios artísticos. Esta ligação fortalece o espírito de comunidade e o sentido de pertença dos alunos, enquanto lhes oferece oportunidades únicas de crescimento pessoal e artístico num ambiente exigente, mas estimulante.